# Октябрьское (Рыльский район)
Октя́брьское — село в Рыльском районе Курской области. Входит в Октябрьский сельсовет.

## География
Село находится в бассейне Сейма, в 98 км западнее Курска, в 8,5 км восточнее районного центра — города Рыльск, в 4,5 км от центра сельсовета — Степановка.
Климат
Октябрьское, как и весь район, расположено в поясе умеренно континентального климата с тёплым летом и относительно тёплой зимой (Dfb в классификации Кёппена).
| Показатель                                                                   | Янв. | Фев. | Март | Апр. | Май  | Июнь | Июль | Авг. | Сен. | Окт. | Нояб. | Дек. | Год  |
| ---------------------------------------------------------------------------- | ---- | ---- | ---- | ---- | ---- | ---- | ---- | ---- | ---- | ---- | ----- | ---- | ---- |
| Средний суточный максимум, °C                                                | −3,6 | −2,6 | 3,5  | 13,4 | 19,6 | 22,9 | 25,3 | 24,7 | 18,4 | 10,8 | 3,8   | −0,8 | 11,3 |
| Средняя температура, °C                                                      | −5,7 | −5,1 | −0,2 | 8,6  | 15   | 18,6 | 21   | 20,1 | 14,2 | 7,5  | 1,6   | −2,7 | 7,7  |
| Средний суточный минимум, °C                                                 | −8,1 | −8,2 | −4,2 | 3,2  | 9,4  | 13,3 | 16   | 15   | 10   | 4,2  | −0,7  | −4,9 | 3,8  |
| Норма осадков, мм                                                            | 50   | 44   | 48   | 49   | 64   | 70   | 81   | 51   | 57   | 55   | 48    | 49   | 666  |
| Источник: Погода по месяцам c ru.climate-data.org(дата обращения: Июнь 2021) |      |      |      |      |      |      |      |      |      |      |       |      |      |

## Население
| 2002 | 2010 |
| ---- | ---- |
| 285  | ↘284 |

## Инфраструктура
Личное подсобное хозяйство.

## Транспорт
Октябрьское находится на автодороге регионального значения 38К-017 (Курск — Льгов — Рыльск — граница с Украиной), в 6 км от ближайшей ж/д станции Рыльск (линия 358 км — Рыльск). Остановка общественного транспорта.
В 162 км от аэропорта имени В. Г. Шухова (недалеко от Белгорода).